# Hjortetakssalt
Hjortetakssalt (kan også staves hjortetaksalt) er et tilsætningsstof til bagværk, der tilfører det sprødhed og derfor anvendes i kiks, brunkager, klejner m.m. Dets kemiske navn er ammoniumhydrogencarbonat (NH4HCO3) og har e-nummer E-503.
Stoffet omtales også som kulsur ammoniak. Navnet hjortetakssalt skyldes, at stoffet er et salt, der tidligere blev udvundet af hjortetakker.
Stoffet kan anvendes som "sikkativ" dvs hærder/tørrelse i naturmaling fremstillet af kærnemælk og linolie i forholdet 2/1 med 20-25 gram pr liter maling.[kilde mangler]